# Осетинская, Полина Олеговна

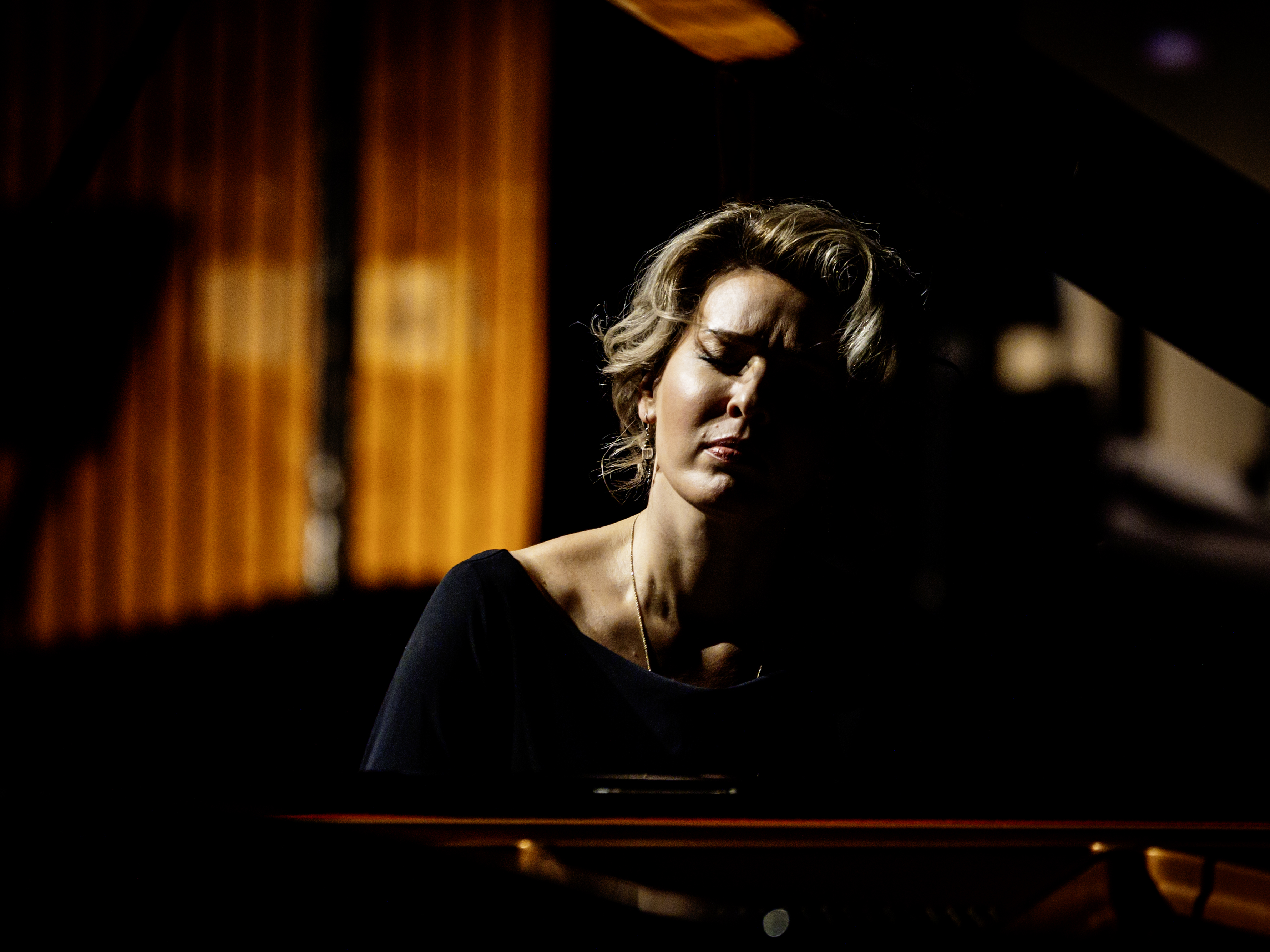
Полина Осетинская. Концерт в музее истории Израиля. 2024

Полина Олеговна Осетинская (род. 11 декабря 1975, Москва) — советская и российская пианистка и общественный деятель. Лауреат молодёжной премии «Триумф».

## Биография
Полина Осетинская родилась в Москве 11 декабря 1975 года в семье кинематографиста Олега Осетинского (1937—2020). Играть на фортепиано начала в возрасте пяти лет. В шесть лет впервые выступила на сцене. В 1982 году поступила в Центральную музыкальную школу при Московской консерватории им. П. И. Чайковского. Зимой 1983 года дала первый сольный концерт в Москве. В восемь лет в Вильнюсе исполнила Концерт ре минор И. С. Баха с Камерным оркестром Литвы под управлением Саулюса Сондецкиса.
В 1987 году, когда Полине было одиннадцать лет, состоялся её дебют в Большом зале Московской консерватории. Она сыграла в БЗК Концерт № 23 ля мажор Моцарта с Камерным оркестром под управлением Георгия Ветвицкого. Полина продолжила музыкальное образование в школе-лицее в Санкт-Петербурге, где её педагогом была Марина Вениаминовна Вольф.
Отец всячески отрицал природную одарённость дочери, настаивая, что это — исключительно заслуга разработанного им метода обучения «дубль стресс = антистресс». В тринадцать лет Полина сбежала из дома. Позднее она рассказала в интервью программе «600 секунд» об издевательствах и унижениях, которые испытала за последние восемь лет жизни с отцом. В дальнейшем жила с матерью в Ленинграде, продолжая обучаться музыке и выступать с концертами. В 2007 году вышла её автобиографическая книга «Прощай, грусть», где она подробно описала ранний период своей жизни, обвинив отца, помимо прочего, и в педофилии.
В 1998 году экстерном окончила Санкт-Петербургскую консерваторию. В 2000 году окончила ассистентуру-стажировку в МГК имени П. И. Чайковского у профессора Веры Васильевны Горностаевой.

## Концертная деятельность

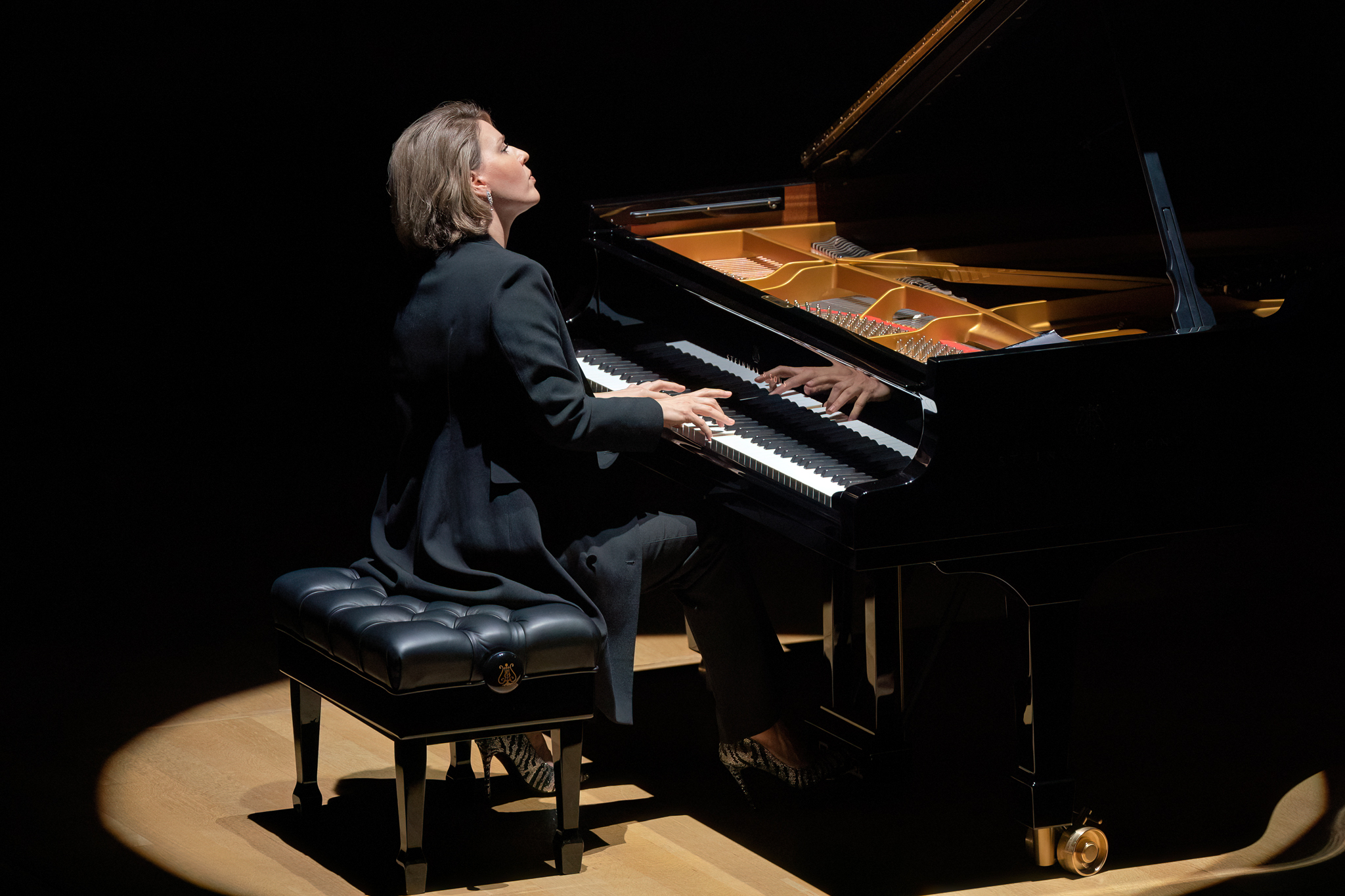
Полина Осетинская играет концерт «Музыка барокко в шедеврах мирового кинематографа» в концертном зале Торонтовской консерватории (Koerner Hall)

Даёт гастрольные концерты в России и за рубежом. Выступает с сольными концертами, а также с ведущими российскими и зарубежными оркестрами. Любит играть в ансамбле, участвует в различных музыкальных проектах совместно с другими музыкантами. Представляет публике нестандартные программы, в которые, наряду с классическими произведениями, часто включает сочинения современных композиторов поставангардного направления: Сильвестрова, Десятникова, Пярта, Мартынова, Карманова, Пелециса и других.
Принимает участие во многих престижных музыкальных фестивалях: Du Wallonie (Брюссель), Mainly Mozart Festival (Сан-Диего, Калифорния), «Декабрьские вечера» (Москва), «Crescendo», «Звёзды на Байкале» (Иркутск), Дягилевский фестиваль (Пермь), «Лики современного пианизма»
 и «Звёзды белых ночей» (Санкт-Петербург).
На Дягилевском фестивале и других сценических площадках Осетинская представила несколько интересных музыкальных проектов с разными музыкантами: со скрипачом Максимом Венгеровым, с пианистом Алексеем Гориболем, с композитором и пианистом Антоном Батаговым, с артисткой театра и кино Ксенией Раппопорт.
Осетинская выступала с такими дирижёрами, как Туган Сохиев, Александр Сладковский, Василий Синайский, Теодор Курентзис, Саулюс Сондецкис, Томас Зандерлинг, Дмитрий Ситковецкий. Звукозаписи концертных выступлений и студийных программ пианистки выпущены на многих лейблах — Sony Music, Naxos, Bel Air, Quartz и др.

## Общественная деятельность
Осетинская создала и возглавила «Центр по поддержке профессионального здоровья музыкантов Полины Осетинской», который помогает музыкантам и людям других творческих профессий в решении проблем, связанных с особенностями профессии, такими, например, как переигранные руки, невропатия запястья, мышечные зажимы, боязнь выйти на сцену, вегетативный стресс и многих других расстройств, которые могут препятствовать творческой деятельности.
Полина Осетинская занимается благотворительной деятельностью. Является попечителем Фонда «Кислород», который помогает больным муковисцидозом. 
Осетинская выступила против вторжения России на Украину. В 2022 году она и другие российские артисты подписали письмо против вторжения. После этого она столкнулась с отменой своих концертов во всех государственных и правительственных концертных залах России.

## Личная жизнь

### Семья
Дважды была замужем.
- Второй муж (2006—2016) — Игорь Порошин (род. 1972), журналист и спортивный комментатор. У них родились дочь и сын. В разводе с 2016 года[17][18][19].
  - Дочь — Александра Игоревна Порошина (род. 2008)[18][19]
  - Сын — Антон Игоревич Порошин (род. 2011)[18][19]
- Падчерица Анастасия (род. 2003) — дочь мужа от первого брака[17].

### Увлечения

#### Кулинария
Кулинарные интересы обогатились за годы жизни и отдыха в Черногории, где с 2003 года Осетинская отдыхает с детьми в доме её второго мужа Игоря Порошина. «Я обожаю черногорскую еду, но в её диетической ипостаси. Рыбная чорба, рыба на гриле, — это не только безумно вкусно, но и очень полезно. А шопским салатом можно вообще питаться на завтрак, обед и ужин, без опасения испортить фигуру», — говорит Осетинская. Готовит для себя и семьи в основном диетические блюда, полностью исключая хлебопродукты, заменяя их овощами. За продуктами ездит на зелёный рынок в Бар купить кинзу, редиску, сыры, разнообразие ягод и грибов. В Москве во время постов (Осетинская соблюдает православные посты) готовит грибные блюда, чтобы пополнить рацион белком.

## Дискография
- Polina Osetinskaya, piano. Nino Rota. Leonid Desyatnikov. Архивная копия от 5 января 2019 на Wayback Machine Label: Quartz, 2015
- Polina Osetinskaya, piano — Lullabies. Архивная копия от 4 января 2019 на Wayback Machine Quartz, 2015
- Polina Osetinskaya, piano — Pyotr Tchaikovsky: The Seasons; Children’s Album. Архивная копия от 4 января 2019 на Wayback Machine Melodiya, 2017
- Полина Осетинская: Рахманинов. Прокофьев. Архивная копия от 4 января 2019 на Wayback Machine АО «Мелодия», 2000
- Polina Osetinskaya plays Dmitri Shostakovich. Архивная копия от 4 января 2019 на Wayback Machine Antrop - ATR 05289, CD, 2005
- Polina Osetinskaya. Johann Nepomuk Hummel. John Field. Piano Concertos. Архивная копия от 5 января 2019 на Wayback Machine Bel Air Music, 2001